# Casa Proctor
La Casa Proctor, también conocida como la Casa Cassandra Gilbert, es una casa histórica ubicada en Bel Air, condado de Harford, Maryland, Estados Unidos. Es una casa de campo independiente de dos plantas, de estilo gótico carpintero con revestimiento de tablas y listones, construida entre 1860 y 1873 y ampliada alrededor de 1884. El interior cuenta con una repisa arqueada de pizarra pintada para imitar mármol con incrustaciones de varios colores.Proctor House fue incluida en el Registro Nacional de Lugares Históricos en 1990.